# Bougainvillevisslare
För andra betydelser, se Bougainville (olika betydelser).
Bougainvillevisslare (Pachycephala richardsi) är en fågel i familjen visslare inom ordningen tättingar.

## Utbredning och systematik
Fågeln förekommer i bergsskogar på Bougainville. Tidigare betraktades den som underart till P. implicata och vissa gör det fortfarande.

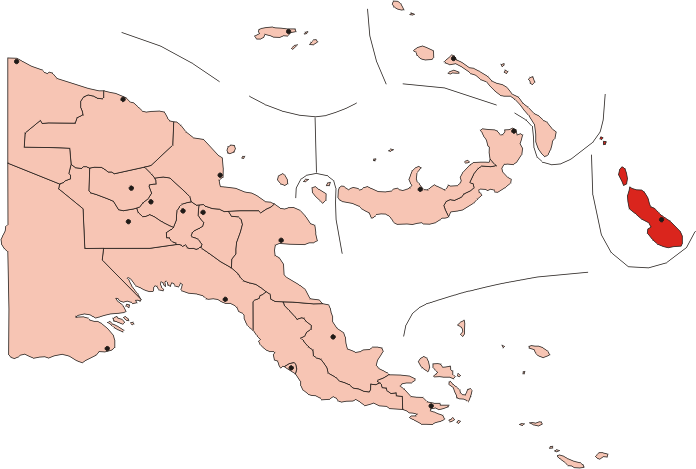
Arten förekommer endast på ön Bougainville, rödmarkerad på kartan.

## Status
IUCN kategoriserar den som livskraftig.